# لاري هاميلتون
لاري هاميلتون (بالإنجليزية: Larry Hamilton)‏ هو كاتب أغاني ومغني أمريكي، ولد في 23 مارس 1951 في غالفستون في الولايات المتحدة، وتوفي في 28 ديسمبر 2011.